# Luci Fulvi Plaucià
Luci Fulvi Plaucià (en llatí Lucius Fulvius Plaucianus) va ser un ministre imperial, africà de naixement i probablement emparentat amb l'emperador Septimi Sever, amb el que va servir com a prefecte del pretori, i que li va concedir honors i riquesa.
L'emperador li va permetre decidir diversos punts de la política oficial, i sempre li va concedir tot allò que demanava. Animat per aquestes concessions, Plaucià es va convertir en un tirà despòtic. Es diu que cada granger, cada ciutat i cada província va patir les seves exaccions, i als que se li van oposar els va condemnar a desterrament o a mort. A Roma va saquejar totes les riqueses que la seva avarícia desitjava, va condemnar a l'exili o a mort a tots els que s'oposaven a les seves intencions, i va tractar amb contundència fins i tot a l'emperadriu Júlia Domna i als seus fills.
Va arribar a la cimera de les seves ambicions l'any 202 quan la seva filla Fúlvia Plautil·la va ser escollida com a muller de l'hereu Caracal·la. Un historiador contemporani diu que el vestuari que tenia Fúlvia hauria bastat per vestir cinquanta reines. Però la satisfacció de les seves ambicions no van fer feliç a Fulvi. Va començar a aparèixer malalt, groc i amb espasmes nerviosos, que Dió Cassi, contemporani seu, atribueix a irregularitats a la seva dieta i en part als terrors que el turmentaven fruit de les seves crueltats.
Quan es va assabentar que Caracal·la volia eliminar tant a la seva filla com a ell mateix, va decidir avançar-se i eliminar el seu gendre, però el pla va ser descobert, va ser cridat al Palau i va ser condemnat i executat l'any 203. Se li van confiscar les propietats i les riqueses, el seu nom va ser esborrat de tots els monuments públics i la seva filla va ser enviada a l'exili. Dió Cassi dubta de què Fulvi planegés una conspiració, i que la major part de les acusacions van ser fabricades per Caracal·la que volia eliminar un favorit massa ambiciós.